# ناگاراجا
ناگاراجا (انگلیسی: Nagaraja), (سانسکریت: नागराज nāgarāja, ت.ت. 'پادشاه ناگا') پادشاهی از نژادهای مختلف ناگا است، موجودی الهی یا نیمه‌انسان، نیمه خدایی دنیای زیر زمین (پاتلا)، و گه گاه می‌تواند شکل انسان به خود بگیرد.
مناسک اختصاص داده شده به این موجودات ماوراء طبیعی حداقل دو هزار سال است که در سرتاسر جنوب آسیا برگزار می‌شود.